# Elin Janeheim
Elin Janeheim, född 5 januari 2002, är en svensk armbrytare.
Janeheim växte upp i Sorsele och vann SM-guld för flickor i klassen upp till 50 kilo när hon var elva år. Som tolvåring tog hon fyra SM-guld, då hon vann även i en klass för ungdomar 13–18 år. Hon tog junior-EM-guld som trettonåring 2015 och junior-VM-brons för vänster arm samma år. 2016 tog hon sitt första VM-guld i juniorsammanhang. 2017 tog hon JVM-guld i såväl höger som vänster arm i upp till 60 kilo.
Hon tog VM-brons i Antalya i Turkiet 2017, hennes första seniormedalj i ett internationellt mästerskap. 2022 blev hon svensk mästare efter att ha besegrat Fia Reisek i 70-kilosklassen för vänster hand.